# Chiloglanis batesii
Chiloglanis batesii är en fiskart som beskrevs av Boulenger, 1904. Chiloglanis batesii ingår i släktet Chiloglanis och familjen Mochokidae. IUCN kategoriserar arten globalt som livskraftig. Inga underarter finns listade i Catalogue of Life.